# Gaston Maximilien Louis Eugène de Béthune
Gaston Maximilien Louis Eugène de Béthune Hesdigneul, comte de Béthune (15 septembre 1813 - 18 juin 1891) est un homme politique, militaire, agriculteur et noble français.

## Biographie
Il est le fils de Philippe de Béthune Hesdigneul, comte de Béthune (1780-1859) et de Lucie de Lancry (1786-1862). Il est également le petit-fils d'Eugène de Béthune-Hesdigneul, 1er prince de Béthune-Hesdigneul (1746-1823) par son père et de Jacques-François de Lancry, chevalier de Lancry (1753-1838) par sa mère.
Il est un temps page de Charles X, il entre à l'École spéciale militaire de Saint-Cyr en 1831. Il quitte l'armée en 1842 pour se consacrer à la gestion de ses domaines, et notamment du château d'Arreux, près de Mézières (Ardennes).
Maire de Mézières, il est député des Ardennes de 1871 à 1876, siégeant à droite. Il est conseiller général du canton de Mézières en 1871, et président du conseil général.

## Famille
Il épouse, le 21 juin 1843, Amédée Henriette de Jaubert (1821-1880), fille d'Adolphe de Jaubert et d'Henriette Olympe Trécourt. Ils ont deux enfants.
- Henri Maximilien Gaston de Béthune Hesdigneul, vicomte de Béthune (16 mai 1844 - 29 avril 1878), célibataire, sans enfants ;
- Marguerite Marie Lucie Françoise de Béthune Hesdigneul (26 avril 1850 - 5 avril 1933) épouse Aimable Henri d'Auvergne (10 novembre 1843 - 1er octobre 1914), dont descendance.